# آی-کیبل
آی-کیبل (انگلیسی: I-Cable) شرکت مخابرات هنگ کنگی است، که در سال ۱۹۹۹ تأسیس شد.